# Juan Manuel Asensi
Juan Manuel Asensi Ripoll (Alicante, 1949. szeptember 23. –) spanyol válogatott labdarúgó.

## Pályafutása

### Klubcsapatban
Alicantéban született. Pályafutását az Elche CF Ilicitano együttesében kezdte 1966-ban, amely az Elche CF tartalékcsapatának számít. Egy évvel később, 1967-ben bemutatkozhatott az Elche felnőtt csapatában is. 
1970-ben a Barcelona igazolta le. A Barcelonánál töltött időszaka alatt 1974-ben spanyol bajnoki címet szerzett, 1979-ben pedig a kupagyőztesek Európa-kupáját is elhódította csapatával. 1970 és 1980 között összesen 484 mérkőzésen lépett pályára és 124 alkalommal volt eredményes a Barcelona színeiben. Az 1980–81-es szezonban 10 mérkőzés után Mexikóba szerződött a Club Puebla csapatához. Pályafutását 1983-ban fejezte be az Oaxtepec játékosaként.

### A válogatottban
1969 és 1980 között 41 alkalommal szerepelt a spanyol válogatottban és 7 gólt szerzett. Részt vett az 1978-as világbajnokságon és az 1980-as Európa-bajnokságon.

## Sikerei, díjai
FC Barcelona
- Spanyol bajnok (1): 1973–74
- Spanyol kupa (3): 1970–71, 1977–78, 1980–81
- Kupagyőztesek Európa-kupája (1): 1978–79
- Vásárvárosok kupája rájátszás: 1971

## Külső hivatkozások
- Juan Manuel Asensi adatlapja a National-Football-Teams.com oldalon (angolul)

- Juan Manuel Asensi (angol nyelven). eu-football.info
- Juan Manuel Asensi (angol, katalán, spanyol nyelven). BDFutbol.com

| Előző Johan Cruijff | az FC Barcelona csapatkapitánya 1978–1980 | Következő Carles Rexach |